# Andrés Avelino de Salabert y Arteaga

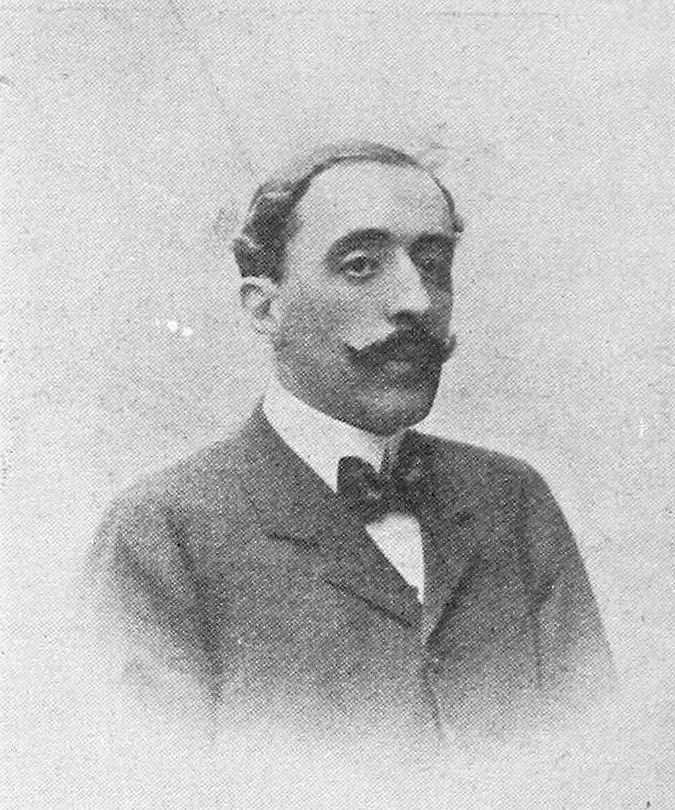
Retrato del marqués de la Torrecilla, por Franzen.

Andrés Avelino de Salabert y Arteaga (Madrid, 18 de octubre de 1864-Madrid, 10 de marzo de 1925), X  duque de Ciudad Real, VIII marqués de la Torrecilla, XI  conde de Aramayona, IX marqués de Navahermosa, IX vizconde de Linares, grande de España y  jefe superior de Palacio de Alfonso XIII.

## Biografía
Hijo de Narciso de Salabert y Pinedo, marqués de la Torrecilla y de Josefa de Arteaga y Silva, hermana del XVI duque del Infantado, de familia de origen aragonés y vasco, su padre se exilia en París tras la Gloriosa. Allí recibe sus primeros estudios. En 1885 fallece su padre y le sucede en todos sus títulos, rehabilitando tres años más tarde el ducado de Ciudad Real en su favor. En 1901 es senador por derecho propio.
En 1909 al fallecer el jefe superior de Palacio IX duque de Sotomayor, lo elige Alfonso XIII como su sucesor, cargo que desempeñará durante casi veinte años. 
Entre sus parientes más cercanos se hallaban otros regios servidores como el I duque de Santo Mauro, cuñado suyo y mayordomo mayor de la reina. Restaurará, continuando la labor de su padre, el castillo de Butrón en el País Vasco. Fallecerá soltero y sin sucesión heredando sus títulos su hermana Casilda Remigia, viuda en primeras nupcias del XVI duque de Medinaceli.